# Susanne Regel
Susanne Regel (Freiburg im Breisgau, 9 settembre 1974) è un'oboista tedesca, specializzata in oboe barocco, classico e romantico.
Attualmente è docente presso la Musikhochschule di Trossingen. Suona inoltre come orchestrale e solista in molti festival nazionali e
internazionali.

## Biografia
Comincia fin da giovane un'intensiva formazione sul flauto dolce, l'oboe moderno e l'oboe storico. Nel 1993 raggiunge da partecipante più giovane la semifinale della competizione internazionale di musica antica di Bruges e entra nel 1995, dopo la maturità, come oboe solista, nel famoso ensemble internazionale Musica Antiqua Köln (Reinhard Goebel). Nel 2001 conclude con successo i suoi studi dell'oboe storico presso Ku Ebbinge e le registrazioni sotto la direzione di Sebastien Marc Royal presso il conservatorio dell'Aia. Ha suonato nelle più prestigiose sale da concerto, fra cui:
- Carnegie Hall (New York)
- Salle Pleyel (Parigi)
- Barbican (Londra)
- Philharmonie (Berlino)
- Concertgebouw (Amsterdam)

## Registrazioni
Susanne Regel ha fatto più di 50 registrazioni radio, CD e DVD. Particolare attenzione deve essere prestata alla sua partecipazione alle
registrazioni complete delle cantate di Bach sotto la direzione di John Eliot Gardiner con l'English Baroque Soloists nel 2000

## Ensemble
Nel 1995 fu nominata boista alla rinomata ensemble internazionale Musica Antiqua Köln sotto la direzione di Reinhard Goebel. Susanne Regel è spesso ospite e solista di molte ensemble internazionali come:
- Freiburger Barockorchester (Petra Müllejans, Gottfried von der Goltz), Germania
- Collegium 1704 (Vaclav Luks), Repubblica ceca
- Le cercle de l’Harmonie(Jérémie Rhorer), Francia
- Amsterdam Baroque Orchestra (Ton Koopman), Paesi Bassi
- Laura Soave (Sergio Azzolini), Italia

| Controllo di autorità | Europeana agent/base/137287 |